# Hellinsia osteodactyla
Hellinsia osteodactyla là một loài bướm đêm thuộc họ Pterophoridae. Nó được tìm thấy ở hầu hết châu Âu (ngoại trừ Benelux, Iceland, Ireland và Hy Lạp), cũng như Bắc Phi và từ Tiểu Á tới Nhật Bản.
Sải cánh dài 16–23 mm. Con trưởng thành bay at dusk vào tháng 7.
Ấu trùng ăn the flowers và seed-heads của Solidago virgaurea, Senecio nemorensis, Senecio fuchsii, Senecio bicolour và Aster linosyris.

## Hình ảnh

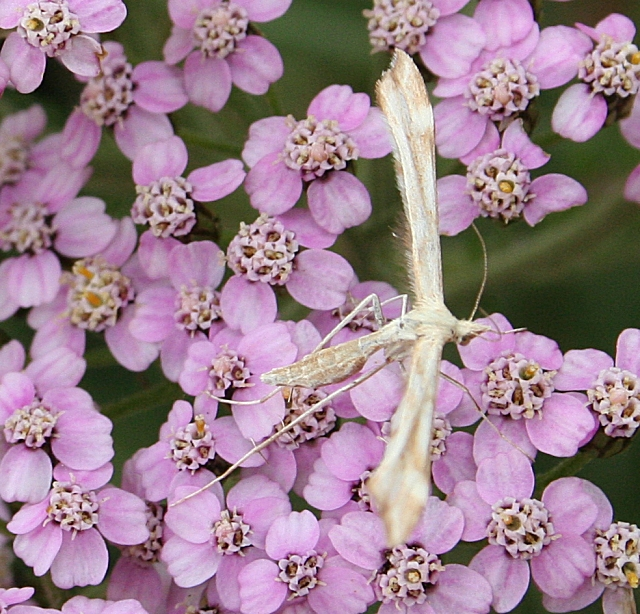